# TREND WAVE
『TREND WAVE』（トレンドウェーブ）は2025年（令和7年）3月2日からエフエム富士（FM FUJI）で放送されている番組である。

## 番組概要
グラビアアイドルとセクシー女優という異業種で活躍する2人のコラボレーションプログラムとして番組開始。
時にまじめに時にセクシーに土曜深夜ならではの話題を繰り広げる。
2025年2月24日、MAGNET by SHIBUYA109にて行われた新規プロジェクトキックオフミーティングにて番組開始がアナウンスされた。最初期のオープニングサウンドロゴは『橋本梨菜、七嶋舞のTREND WAVE』。5月からは『TREND WAVE』。
同年4月9日、歌手・萌名が5月放送分からレギュラーに加わることをFM FUJI公式X（旧Twitter）で発表。
同年4月13日放送分はMCの七嶋舞が欠席となったが、16日に七嶋のX（旧Twitter）において番組降板が発表された。

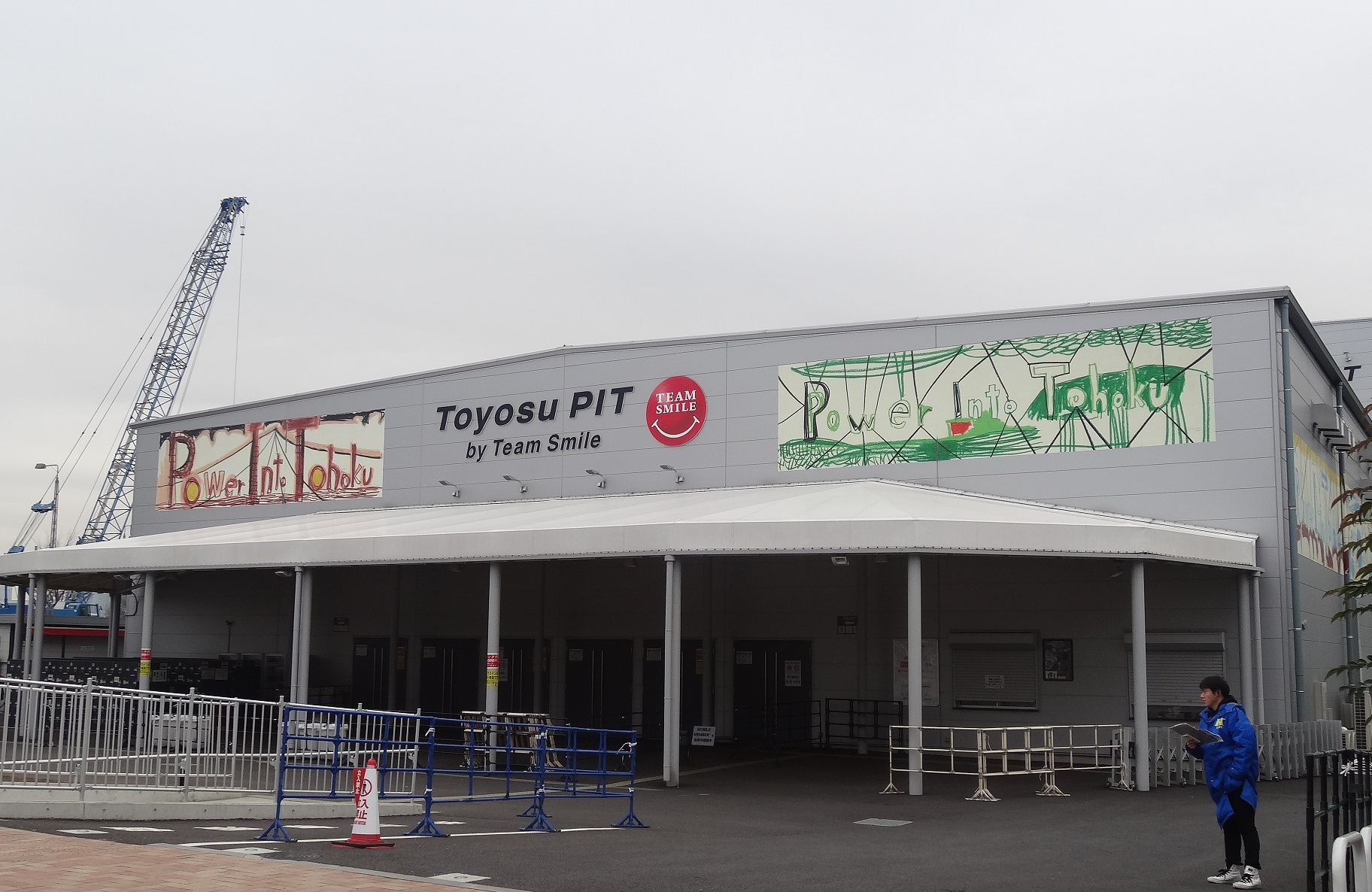
公開収録で使用された豊洲PIT

同年6月14日、豊洲PIT「TREND GIRLS FESTIVAL」にて公開収録を行った。同収録では特別ゲストとして八掛うみ、涼森れむが登壇した。この模様は一部編集して6月22日、同月29日の本番組でも流された。
推奨ハッシュタグは#トレナミ。メールアドレスはtw@fmfuji.jp。

## パーソナリティ
- 橋本梨菜（番組内では原則「りなちゃん」の愛称で呼称される）
- 萌名　※5月4日（3日深夜）放送分より参加[10][11]。

### 過去のパーソナリティ
- 七嶋舞（番組内では原則「まいまい」の愛称で呼称される）※2025年3月2日から 4月6日まで出演。4月13日放送分は未出演。16日に降板を正式発表[6]。

## 主なコーナー
エピソード1・2・3（ワン・ツー・スリー）
ゲストの逸話を掘り下げて聞いていく。
メール読みコーナー（仮称）
聴取者からの質問や悩みメールに答えていく。
ラブメーター・ハンドレット
「飲み物のふたを開けてくれる子の女子力は?」などの問いに、「100％」など各パーソナリティが1〜100までの値に答え、考え方の違いを議論する。聴取者からの投稿も受け付ける。
萌名のキャッチフレーズ
当番組がWWSチャンネルのニュースで「新時代の女王・萌名となにわのブラックダイヤモンド・橋本梨菜（の番組）」と紹介されたが、萌名のキャッチフレーズはこれでいいのかという聴取者投稿を受けて、萌名自身も嬉しいけど自分からは名乗りにくいと発言。そこで萌名のキャッチフレーズを聴取者から募集する。
深夜の背徳グルメ
2025年5月18日開始。深夜でも買いに行けるコンビニスイーツを紹介。初回は「お抹茶大福仕立てのもち食感ロール」（ローソン）。第2回は6月1日配信分の「チョコっとラムネ・マスカット風味」「パイナップル風味」（セブンイレブン）。
トレンドミュージック
2025年5月25日開始。指定されたシチュエーションに沿った曲を2人が選曲。その中から1曲ずつスタジオでも流す。シチュエーション内容は聴取者からも募集する。第1回は「自分の背中を押してくれる曲」。

## 主なゲスト
- 2025年3月16日、23日：河路由希子
- 2025年3月30日：堀みなみ[14]
- 2025年4月6日：三田悠貴[15]
- 2025年4月13日：桃園怜奈
- 2025年4月20日：栗山莉緒[16]
- 2025年4月27日：うんぱい
- 2025年6月22日、6月29日：八掛うみ、涼森れむ[8]